# 2018 PP29
2018 PP29는 근지구 천체이다. 2018년 8월 13일 남아공에 있는 한국천문연구원의 KMTNet을 이용해 처음 발견되었으며, 이어서 칠레에 있는 KMTNet 망원경에서도 관측되었다. 2019년 6월 5일 소행성체 센터가 임시번호 2018 PP29를 부여했으며, 발견자는 한국천문연구원의 정안영민이다.
지구와 최소 궤도 교차 거리는 0.0285AU로 지구위협소행성의 기준인 0.05 AU보다 가깝다. 또한 절대등급은 21.7로 지구위협소행성의 기준인 +22등급보다 밝으며, 평균적인 반사율 값을 적용하면 지름은 160미터 정도로 추정된다.
발견 직후 제트추진연구소의 센트리(Sentry) 시스템은 2018 PP29가 2063년과 2069년에 28억분의 1 확률로 지구와 충돌할 가능성이 있다고 발표했다. 센트리 시스템에서 향후 100년간 지구 충돌 확률이 있다고 보고하는 지구위협천체는 2020년 1월 현재 약 40개이다.